# K3 en het lied van de zeemeermin
K3 en het lied van de zeemeermin is een Belgische jeugdfilm uit 2024. Het is de achtste film van de meidengroep K3, geregisseerd door Bart Van Leemputten naar een scenario van Annelies Van de Woestyne en Bjorn Van den Eynde. Het is de eerste film met Julia Boschman.

## Verhaal
Hanne, Marthe en Julia van K3 gaan op vakantie naar Malta. Ze verblijven in het dorpje Porto Sirento gelegen aan de kust en het lijkt een muzikale vakantie te worden. Dan worden ze plotseling getroffen door betovering waardoor ze veranderen in zeemeerminnen. Omdat ze niet willen opvallen vermijden ze het strand te bezoeken, waar hun vissenstaart duidelijk te zien zou zijn. Ook in het dorp zelf moeten ze moeite doen om niet ontmaskerd te worden als zeemeermin, aangezien de inwoners deze fictieve wezens als monsters beschouwen. Het blijkt dat ze slechts drie dagen de tijd hebben om de betovering te verbreken. Als dit niet lukt blijven ze voor altijd zeemeermin.

## Rolverdeling
| Acteur               | Personage     |
| -------------------- | ------------- |
| Hanne Verbruggen     | Hanne         |
| Marthe De Pillecyn   | Marthe        |
| Julia Boschman       | Julia         |
| Eva Kamanda          | Ella          |
| Bert De Kock         | Diego         |
| Stan van Veen        | Gaston        |
| Diego González-Clark | Foss          |
| Eliyha Altena        | Kai           |
| Quinty Trustfull     | koningin Mira |
| Celine Van de Voorde | Riva          |

## Productie
De film werd in april 2024 aangekondigd door Studio 100 en de filmopnames gingen van start in de zomer van 2024..

## Promotie
Zoals gebruikelijk wordt de release weer ondersteund door een heel scala aan merchandise. Op 22 november 2024 werd het gelijknamige album van K3 uitgebracht met de liedjes van de film.. Verder verscheen er een boek met het verhaal van de film, een legpuzzel, diverse zeemeerminattributen en kinderkleding en een poster.

## Release
De film ging op 15 december 2024 in première en werd op 18 december 2024 door Kinepolis Film Distribution (KFD) uitgebracht in de Vlaamse bioscopen. Op 26 januari 2025 ging de film in première in de Nederlandse bioscopen en werd deze door In The Air op 29 januari 2025 daar uitgebracht.